# Ramases
Ramases, pseudonimo di Kimberley Barrington Frost (Sheffield, 1º gennaio 1934 – 2 dicembre 1976), è stato un musicista britannico.

## Biografia
Kimberley Barrington Frost (varie fonti riportano erroneamente che il suo vero nome fosse Martin Raphael) nacque a Sheffield nel 1934. Personaggio eccentrico, asseriva di aver incontrato Ramses II, da cui si ispirò per il nome d'arte e rinominò sua moglie Dorothy Laflin "Selket" in onore della divinità egizia. Nel 1971, dopo aver licenziato due singoli assieme a lei, Ramses pubblicò per la Vertigo il suo primo album Space Hymns, registrato con i membri dei futuri 10cc e dalle tematiche che si rifanno tanto alla fantascienza quanto alla mitologia Egizia. La copertina dell'album, raffigurante un'astronave simile a una cattedrale, venne realizzata da Roger Dean. Space Hymns e il secondo e ultimo album Glass Top Coffin, uscito nel 1975, sono entrambi considerati degli album di culto. Era prevista l'uscita di un terzo album, Sky Lark, che però non venne mai realizzato a causa del suicidio dell'artista, avvenuto nel 1976 (secondo altre fonti nel 1978).

## Discografia

### Album in studio
- 1971 – Space Hymns
- 1975 – Glass Top Coffin